# Leslie West

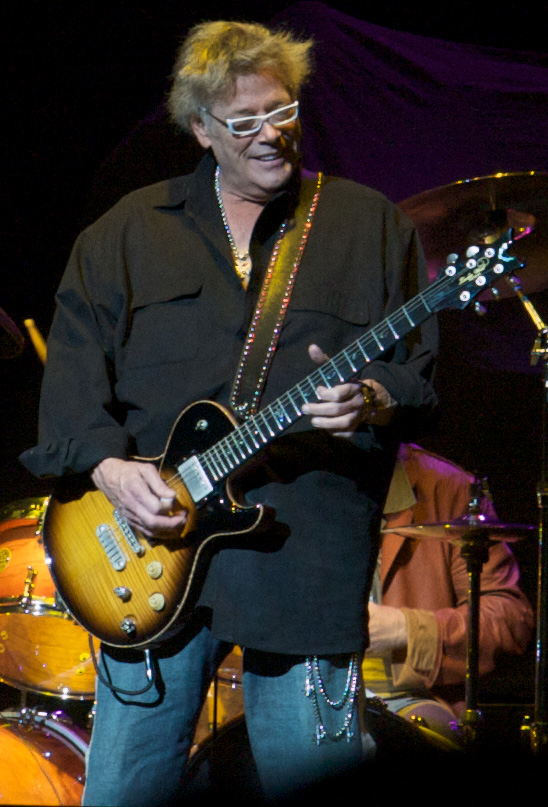
Leslie West, live 2008

Leslie West (gebürtig: Leslie Weinstein; * 22. Oktober 1945 in New York City, New York; † 23. Dezember 2020 in Palm Coast, Florida) war ein US-amerikanischer Musiker. Er war Gründer, Sänger und Gitarrist der Rockband Mountain.

## Leben
West wurde in New York geboren und wuchs in Hackensack, New Jersey auf. Nach der Scheidung seiner Eltern änderte er seinen Nachnamen von Weinstein in West. Er lernte im Alter von 12 Jahren klassische Gitarre zu spielen. Später interessierten ihn besonders Cream und The Beatles. Er war zuerst Mitglied der Band The Vagrants, die im Jahr 1967 mit der Cover-Version des Songs Respect von Otis Redding erfolgreich wurde. Die Veröffentlichungen der Band The Vagrants wurden teilweise von Felix Pappalardi produziert.
Mountain wurde im Jahr 1969 von West und Pappalardi gegründet. West hatte zuvor sein gleichnamiges erstes Soloalbum veröffentlicht. Mountain wurde oft mit Cream verglichen, mit der Pappalardi zusammengearbeitet hatte. Der Rolling Stone nannte Mountain „eine lautere Version von Cream“. Wests Gitarrenspiel wies jedoch immer Richtung Rock, während Eric Clapton zu dieser Zeit noch klar im Bluesrock verhaftet war. Nicht nur deshalb wurde Mountain oft auch als erste Hardrockband der Welt bezeichnet. Hierbei muss aber bedacht werden, dass Led Zeppelins Debütalbum auch 1969 erschien. Leslie West wurde später von einigen Gitarristen aus dem Hard&Heavy-Bereich wie Eddie Van Halen oder Zakk Wylde als Vorbild bzw. Jugendidol genannt.
Am Samstag, den 16. August 1969 trat die Band beim Woodstock-Festival auf, ergänzt durch den Keyboarder Steve Knight. Die Band hatte ihre größten Erfolge mit Mississippi Queen und dem von Jack Bruce geschriebenen Theme for an Imaginary Western.
Nach der Trennung von Mountain veröffentlichten West und Mountains Schlagzeuger Corky Laing zusammen mit Jack Bruce zwei Studio- und ein Livealbum unter dem Namen West, Bruce & Laing. 1974 kam es zur Reunion von Mountain, die aber nicht bis zum Ende des gleichen Jahres hielt. Es wurde in dieser Zeit das letzte unter Mitwirkung Pappalardis aufgenommene Studioalbum „Avalanche“ veröffentlicht.  Mountain trat dann bis heute sporadisch immer mal wieder in Erscheinung.
West arbeitete in den 1970er Jahren noch mit The Who auf ihrer Platte Who’s Next und mit Bo Diddley auf dessen 1976 veröffentlichtem Album The 20th Anniversary Of Rock 'N' Roll zusammen. Ende 1975 war West einige Zeit als Ersatz für den bei Lynyrd Skynyrd ausgestiegenen Ed King im Gespräch. Es folgten auch noch gemeinsame Veröffentlichungen bzw. Gastauftritte mit Michael Schenker, Joe Bonamassa und Ozzy Osbourne. West zählte Eric Clapton zu seinen größten musikalischen Einflüssen.
Im Juni 2011 wurde West ein Teil des unteren rechten Beines aufgrund von lebensgefährlichen Komplikationen seiner Diabeteserkrankung amputiert. Sein erster öffentlicher Auftritt bereits zwei Monate nach der Operation war das Rock 'N' Roll Fantasy Camp in den Gibson Studios am 13. August 2011 in New York.
Leslie West verstarb am 23. Dezember 2020 an einem Herzstillstand.

## Equipment

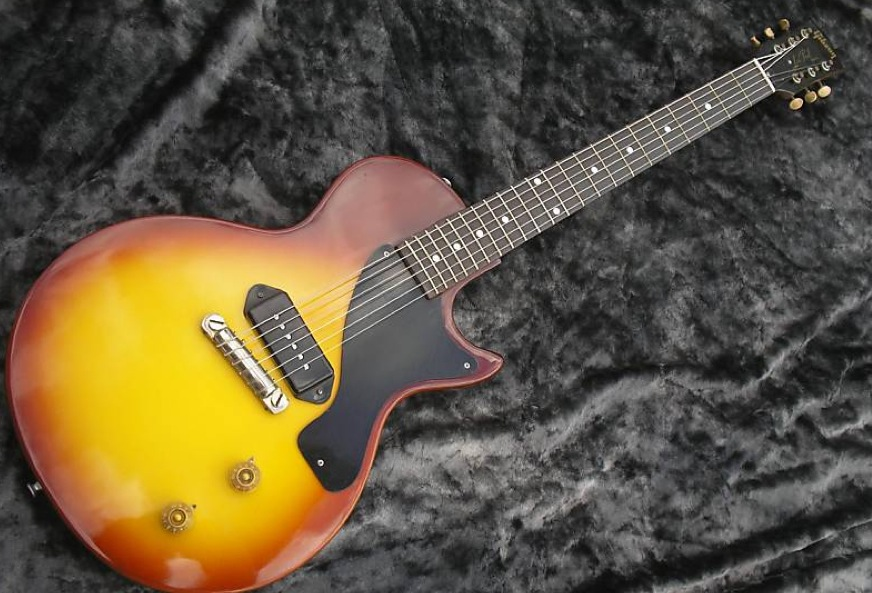
Gibson Les Paul Junior

Obwohl er im weiteren Verlaufs seines Lebens zahlreiche andere Instrumente und Verstärker benutzte, die seinen veränderten Klangvorstellungen entsprachen, wird Leslie West heute vor allem mit einer Gibson Les Paul Junior in Verbindung gebracht. Während der Mountain-Periode favorisierte er eine in dem Farbton „sunburst“ und eine in „TV Yellow“. Als Verstärker benutzte er zu der Zeit Sunn Amplifiers. Der Klang dieser Kombination wird heute in der Gitarrenszene direkt mit Leslie West assoziiert und ist sein Markenzeichen geworden. Anfang der 1970er Jahre spielte er auf STRAMP Verstärkern aus Hamburg und erhielt von STRAMP seinen eigenen Signaturen-Amp. 
Von der Firma Dean Guitars gibt es ein Leslie-West-Signaturmodell, das bis auf den Tonabnehmer sehr stark an eine Les Paul Junior erinnert.
Der Rolling Stone listete West 2011 auf Rang 66 der 100 größten Gitarristen aller Zeiten.

## Diskografie

### Soloalben
- 1969: Mountain
- 1975: The Great Fatsby
- 1976: The Leslie West Band
- 1988: Theme
- 1989: Alligator
- 1989: Night of the Guitar - Live!
- 1993: Live
- 1994: Dodgin' the Dirt
- 1999: As Phat as It Gets
- 2003: Blues to Die For
- 2005: Guitarded
- 2005: Got Blooze
- 2006: Blue Me
- 2011: Unusual Suspects
- 2013: Still Climbing
- 2015: Soundcheck

### Mountain
- 1970: Climbing!
- 1971: Nantucket Sleighride
- 1971: Flowers of Evil, teilweise live
- 1972: Mountain Live: The Road Goes Ever On, live
- 1974: Twin Peaks, live
- 1974: Avalanche
- 1985: Go for Your Life
- 1996: Man´s World
- 2002: Mystic Fire
- 2007: Masters of War

### West, Bruce and Laing
- 1972: Why Dontcha
- 1973: Whatever Turns You On
- 1974: Live ´n´ Kickin´